# ポロネーズ第11番 (ショパン)
ポロネーズ第11番（ポロネーズだいじゅういちばん）ト短調（遺作）は、フレデリック・ショパンが1817年に作曲したピアノ独奏曲で、作曲者がわずか7歳（8歳）の時の作品である。

## 概要
師匠アダルベルト・ジヴニーの支援により作曲されたと思われるが、少年の作に留まらない完成品である。コビラィンスカ（Krystyna Kobylanska）による『作品番号なしの作品目録』ではKK.IIa-1。ヤン・エキエルは、自身が校訂したナショナルエディションの作品番号のない作品リストにおいて、1817年後半の作曲だと推定して変ロ長調 WN.1に次ぐWN.2の番号を与えている。
同年にワルシャワの出版社チブルスキ（J. J. Cybulski）から出版されたが、ワルシャワ周辺限定であったため、1924年になって出版譜が音楽学者ズジスワフ・ヤヒメツキにより「再発見」された後、1927年に『遺作』として出版された。出身地のジェラゾヴァ・ヴォラの大地主で、父が家庭教師をしていたスカルベク伯爵の令嬢ヴィクトリヤ（Wiktoria Skarbek）に献呈されている。
ショパンは同じくポーランドの舞曲であるマズルカが生前多数発表したのに対し、ポロネーズはワルツと同様生前にわずかしか発表しておらず、遺作は本作以降単純なものが多い。そのためか、ペータース社版や春秋社版では本作以降の作品番号なしが未収録となっている。

## 構成
ト短調、速度記号なし（パデレフスキ版ではAllegro ma non troppo）。三部形式でトリオは平行調。演奏時間は約2分。
左手オクターブと右手主和音による堂々とした序奏から、両手の交差を伴った主題が出る。勇壮なポロネーズリズムと華々しい半音階が神童ぶりを発揮している。
中間部は簡単な伴奏の上に優雅なアルペッジョが出て、途中でアルベルティ・バスが登場する（これはショパン作品唯一のもの）。しばしばモーツァルトに似ているといわれる。演奏自体は当然容易である。しかし半音階進行をモーツァルトよりも全面に導入する後年の作風が既に明らかである。